# WRB Bruck - Schwechat
A WRB "BRUCK" – "SCHWECHAT" nyolc személyvonati szerkocsis gőzmozdony-ból álló sorozat volt a Bécs-Győr Vasútnak (Wien–Raaber (Gloggnitzer) Eisenbahn, WRB).
Az „ADLITZGRABEN“ és „KAISERBRUNN„ sorozat folytatásaként a WRB saját mozdonygyára, majd később a StEG mozdonygyára könnyített, más nénen „Kis Gloggnitzer” mozdonyokat gyártott a WRB-nel. A mozdonyok a  „BRUCK“, „WIESELBURG“, „HIMBERG“, „VELM“, „LANZENDORF“, „NEUSIEDL“, „HAINBURG“ és „SCHWECHAT“ neveket kapták.
1853 a  „BRUCK“, a „HIMBERG“ és a „VELM“ az Östliche Staatsbahn-hoz (ÖStB) került, onnan a StEG-hez, mint Nr. 75–77  pályaszámúak, majd 1865-ben selejtezték őket. A megmaradt öt mozdony az SStB-hez került, onnan az SB (DV)-hez 244-246 és 250, 251 (később 147-248) pályaszámokkal. Az  5 (1864-től 11). sorozatban. 1869-1870-ben selejtezték őket.

## A Sopron-Németújhelyi Vasútnál
Az 1847-ben megnyílt Sopron-Németújhelyi Vasút egy leágazása volt a WRB-nek. Nem rendelkezett saját mozdonyokkal, a forgalmat a WRB mozdonyai biztosították. A Bécsújhely-Sopron vonalról áttettek egy 2’B mozdonyt. Ez minden valószínűség szerint vegyesvonati mozdonyként üzemelt, amelyet Haswel 1844-ben szállított a WRB-nek a Norris Philadelphia mintájára megépítve de már két kapcsolt kerékpárral  Ezek voltak Haswell első csatolt kerékpárú mozdonyai. A WRB általában az az itt bemutatott és a STIXENSTEIN típusaival bonyolította le a Wienerneustadt—Sopron vonalon a forgalmat. A WGB déli vonalainak államosítása után a BRUCK típusból hármat átvitt a tulajdonában maradt Wien—Bruck-i vonalra, melyet később tovább épített Újszőnyig. Ezt a vonalrészt, még elkészülte előtt, átadta a StEG-nek a mozdonyokkal együtt. A déli vonalrészen maradt BRUCK típusú mozdonyok végül az SB állagába kerültek, de magyar vonalakon nem közlekedtek.

## Fordítás
- Ez a szócikk részben vagy egészben  a   WRB – Bruck bis Schwechat című német Wikipédia-szócikk fordításán alapul.  Az eredeti cikk szerkesztőit annak laptörténete sorolja fel. Ez a jelzés csupán a megfogalmazás eredetét és a szerzői jogokat jelzi, nem szolgál a cikkben szereplő információk forrásmegjelöléseként. – Az eredeti szócikk forrásai szintén ott találhatóak.